# Haastrechtse brug
De Haastrechtse brug is een enkele basculebrug in de provinciale weg N207 over de getijderivier de Hollandsche IJssel bij Gouda, in de Nederlandse provincie Zuid-Holland. De brug vormt – samen met de Gouderakse brug – een belangrijke oeververbinding tussen Gouda (Goejanverwelledijk) en de Krimpenerwaard (via verkeersplein Stolwijkersluis).
De doorvaartbreedte is 6,5 meter en de doorvaarthoogte van NAP +4,00 meter. De brug heeft daarnaast aan de noordzijde (Gouda-zijde) een vaste overspanning van 11,5 meter breed en een doorvaarthoogte van NAP +4,00 meter.
De brug is voor bediening aan te roepen op marifoonkanaal 20. De brug wordt met behulp van camera's op afstand bediend vanaf de Steve Bikobrug te Gouda. De brug kent 's morgens (07:00-09:00) en 's middags (16:30-18:00) een spitsuursluiting voor de scheepvaart.
De brug verving in 1954 de iets westelijker gelegen oude brug, die bij de ingebruikneming van de nieuwe – tegelijk met de dienstwoning van de tolgaarder – werd gesloopt.
De brug wordt in november 2025 gerenoveerd door de gemeente Gouda. De brug is dan voor langere tijd niet of beperkt te gebruiken. Onder andere de betonnen fietspaden worden verwijderd en opnieuw aangebracht. Ook wordt er een nieuw beweegbaar deel geplaatst, en het contragewicht op een andere locatie gerenoveerd. Daarnaast krijgt de brug een nieuwe tandwielkast en wordt op afstand bedienbaar gemaakt. Voor het vervangen van het contragewicht en het aanbrengen van de tandwielkast wordt het kelderdak (het wegdek) verwijderd.